# موراكسيلة عيون البقر
موراكسيلة عيون البقر[بحاجة لمصدر] (الاسم العلمي: Moraxella bovoculi) هي نوع من البكتيريا يتبع جنس الموراكسيلة من الفصيلة الموراكسيلية.